# Apeadeiro de Campo - Serra
O Apeadeiro de Campo - Serra é uma gare ferroviária encerrada na Linha do Oeste, que servia as localidades de Serra do Bouro e Campo, no concelho de Caldas da Rainha, em Portugal.

## História
Este apeadeiro situa-se no lanço entre as estações de Torres Vedras e Leiria da Linha do Oeste, que entrou ao serviço em 1 de Agosto de 1887, pela Companhia Real dos Caminhos de Ferro Portugueses.